# Cronologia da pandemia de COVID-19 em dezembro de 2020
Este artigo documenta a cronologia e epidemiologia do vírus SARS-CoV-2 em dezembro de 2020, o vírus que causa a COVID-19 e é responsável pela pandemia de COVID-19. Os primeiros casos humanos da COVID-19 foram identificados em Wuhan, China, em dezembro de 2019.

## Cronologia

### 1 de dezembro
O Brasil registrou 50 909 novos casos e 697 novas mortes, elevando o total para 6 386 787 e 173 817, respectivamente; um total de 5 656 498 pacientes se recuperaram da doença.
 A Malásia relatou 1 472 novos casos, elevando o número total para 67 169. Houve 1 552 pacientes se recuperaram, elevando o número total de recuperados para 56 311. Três novas mortes foram relatadas, elevando o total para 363. Há 10 495 casos ativos no país, estando 120 em terapia intensiva e 44 em suporte ventilatório.
 A Nova Zelândia reportou três novos casos, elevando o número total para 2 049 (1 703 confirmados e 356 prováveis). Três pessoas se recuperaram, elevando o total de recuperados para 1 962. O número de mortes permanece em 25. Há 72 casos ativos no país (67 em isolamento controlado e cinco em transmissões comunitárias).
 Portugal registrou 2 401 novos casos e 72 novas mortes, elevando o total para 300 462 e 4 577, respectivamente; um total de 220 877 pacientes se recuperaram. Há 75 008 casos ativos no país.
 A Singapura reportou dez novos casos, incluindo um transmitido localmente e um residente em um dormitório, elevando o total para 58 228. Um total de 29 pessoas morreram desde o início da pandemia. Houve dez pessoas que se recuperaram, elevando o total para 58 119.
 A Ucrânia registrou 12 498 novos casos confirmados novos casos e 221 novas mortes, elevando o número total para 745 123 e 12 548, respectivamente; um total de 355 172 pacientes se recuperaram.

### 2 de dezembro
O Brasil registrou 49 863 novos casos e 698 novas mortes, elevando o total para 6 436 650 e 174 515, respectivamente; um total de 5 698 353 pacientes se recuperaram da doença.
 Portugal registrou 3 384 novos casos e 68 novas mortes, elevando o total para 303 846 e 4 645, respectivamente; um total de 223 446 pacientes se recuperaram. Há 75 755 casos ativos no país.

### 3 de dezembro
O Brasil registrou 50 434 novos casos e 755 novas mortes, elevando o total para 6 487 084 e 175 270, respectivamente; um total de 5 725 010 pacientes se recuperaram da doença.
 Portugal registrou 3 772 novos casos e 79 novas mortes, elevando o total para 307 618 e 4 724, respectivamente; um total de 229 018 pacientes se recuperaram. Há 73 876 casos ativos no país.

### 4 de dezembro
O Brasil registrou 46 884 novos casos e 694 novas mortes, elevando o total para 6 533 968 e 175 964, respectivamente; um total de 5 744 369 pacientes se recuperaram da doença.
 Portugal registrou 4 935 novos casos e 79 novas mortes, elevando o total para 312 533 e 4 803, respectivamente; um total de 234 038 pacientes se recuperaram. Há 73 712 casos ativos no país.

### 5 de dezembro
O Brasil registrou 43 209 novos casos e 664 novas mortes, elevando o total para 6 577 177 e 176 628, respectivamente; um total de 5 761 363 pacientes se recuperaram da doença.
 Portugal registrou 6 087 novos casos e 73 novas mortes, elevando o total para 318 640 e 4 876, respectivamente; um total de 240 203 pacientes se recuperaram. Há 73 561 casos ativos no país.

### 6 de dezembro
O Brasil registrou 26 363 novos casos e 313 novas mortes, elevando o total para 6 603 540 e 176 941, respectivamente; um total de 5 776 182 pacientes se recuperaram da doença.
 Portugal registrou 3 834 novos casos e 87 novas mortes, elevando o total para 322 474 e 4 963, respectivamente; um total de 243 055 pacientes se recuperaram. Há 74 456 casos ativos no país.

### 7 de dezembro
O Brasil registrou 20 371 novos casos e 376 novas mortes, elevando o total para 6 623 911 e 177 317, respectivamente; um total de 5 801 067 pacientes se recuperaram da doença.
 Portugal registrou 2 597 novos casos e 78 novas mortes, elevando o total para 325 071 e 5 041, respectivamente; um total de 245 843 pacientes se recuperaram. Há 74 187 casos ativos no país.

### 8 de dezembro
O Brasil registrou 51 088 novos casos e 842 novas mortes, elevando o total para 6 674 999 e 178 159, respectivamente; um total de 5 854 709 pacientes se recuperaram da doença.
 Portugal registrou 2 905 novos casos e 81 novas mortes, elevando o total para 327 976 e 5 122, respectivamente; um total de 252 428 pacientes se recuperaram. Há 70 426 casos ativos no país.

### 9 de dezembro
O Brasil registrou 53 453 novos casos e 836 novas mortes, elevando o total para 6 728 452 e 178 995, respectivamente; um total de 5 901 511 pacientes se recuperaram da doença.
 Portugal registrou 4 097 novos casos e 70 novas mortes, elevando o total para 332 073 e 5 192, respectivamente; um total de 254 700 pacientes se recuperaram. Há 72 181 casos ativos no país.

### 10 de dezembro
O Brasil registrou 53 347 novos casos e 770 novas mortes, elevando o total para 6 781 799 e 179 765, respectivamente, porém, de acordo com autoridades e instituições, os números reais de casos e mortes devem ser ainda maiores devido à "falta de testagem em larga escala e da subnotificação"; um total de 5 931 777 pacientes se recuperaram da doença.
 Portugal registrou 3 134 novos casos e 86 novas mortes, elevando o total para 335 207 e 5 278, respectivamente; um total de 259 548 pacientes se recuperaram. Há 70 381 casos ativos no país.

### 11 de dezembro
O Brasil registrou 54 428 novos casos e 672 novas mortes, elevando o total para 6 836 227 e 180 437, respectivamente, porém, de acordo com autoridades e instituições, os números reais de casos e mortes devem ser ainda maiores devido à "falta de testagem em larga escala e da subnotificação"; um total de 5 954 745 pacientes se recuperaram da doença.
 Portugal registrou 5 080 novos casos e 95 novas mortes, elevando o total para 340 287 e 5 373, respectivamente; um total de 263 648 pacientes se recuperaram. Há 71 266 casos ativos no país. Foi o número mais alto de mortes registradas em apenas um dia no país desde o início da pandemia, superando os 91 óbitos registrados em 16 de novembro.

### 12 de dezembro
O Brasil registrou 43 900 novos casos e 686 novas mortes, elevando o total para 6 880 127 e 181 123, respectivamente; um total de 5 969 706 pacientes se recuperaram da doença.
 Portugal registrou 4 413 novos casos e 88 novas mortes, elevando o total para 344 700 e 5 461, respectivamente; um total de 268 453 pacientes se recuperaram. Há 70 786 casos ativos no país.

### 13 de dezembro
O Brasil registrou 21 825 novos casos e 279 novas mortes, elevando o total para 6 901 952 e 181 402, respectivamente; um total de 5 982 953 pacientes se recuperaram da doença.
 Portugal registrou 4 044 novos casos e 98 novas mortes, elevando o total para 348 744 e 5 559, respectivamente; um total de 271 322 pacientes se recuperaram. Há 71 863 casos ativos no país. Foi o número mais alto de mortes registradas em apenas um dia no país desde o início da pandemia, superando os 95 óbitos registrados dois dias atrás.